# Grodków
Grodkówⓘ (em alemão: Grottkau) é um município no sudoeste da Polônia, na voivodia de Opole, no condado de Brzeg e é a sede da comuna urbano-rural de Grodków.
A cidade abriga uma grande metalúrgica, processamento de alimentos e uma fábrica de ração animal. Atualmente, o principal ramo da economia são os serviços, em particular na área da agricultura.
Estende-se por uma área de 9,9 km², com 7 856 habitantes, segundo o censo de 31 de dezembro de 2024, com uma densidade populacional de 795 hab./km².

## Toponímia

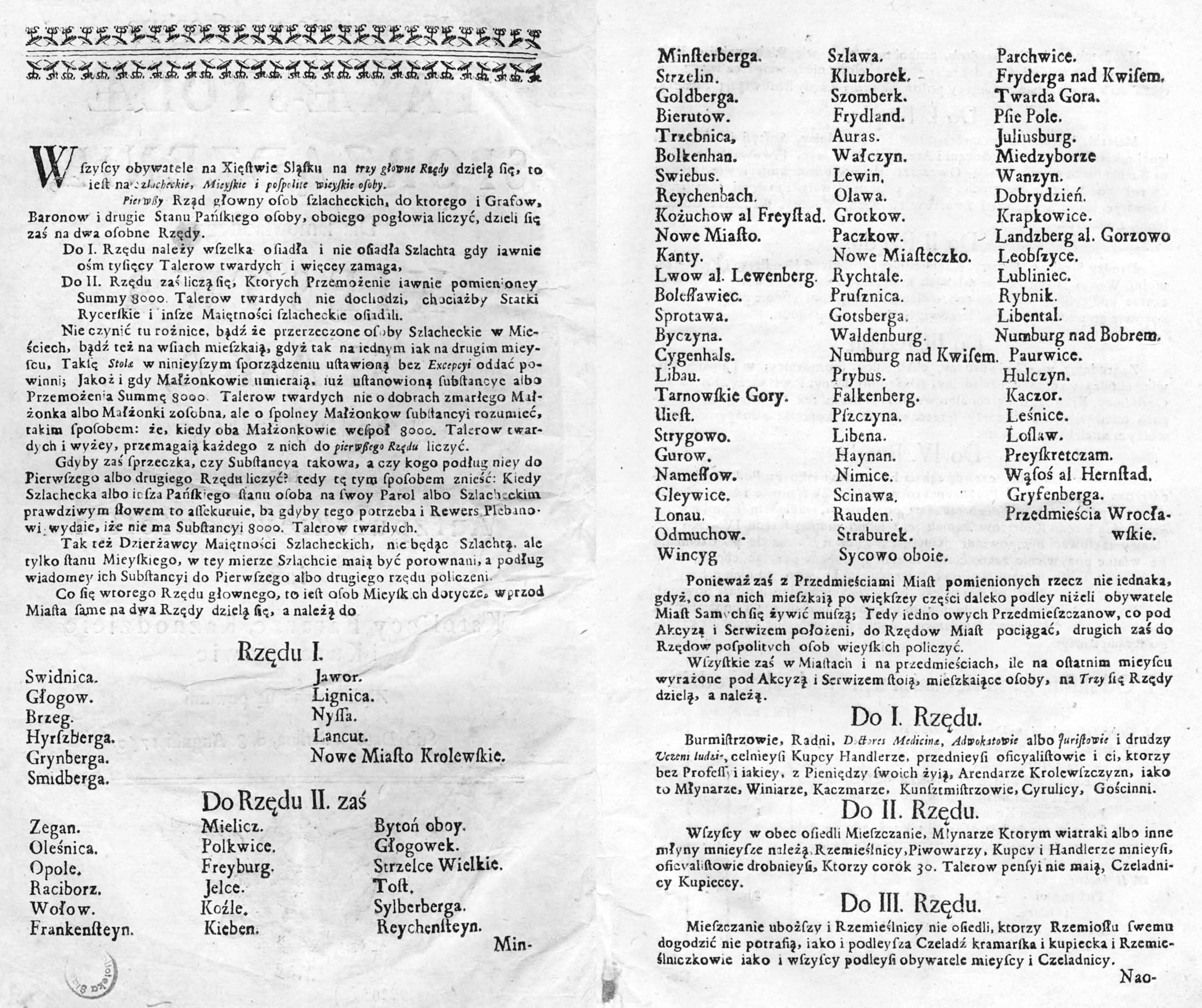
O nome Grotkow entre outros nomes de cidades da Silésia em um documento oficial prussiano de 1750 emitido em polonês em Berlim.

Conforme o professor alemão e linguista amador Heinrich Adamy, o nome vem do nome polonês — gród (povoado medieval fortificado). Em seu trabalho com nomes locais na Silésia, publicado em 1888 em Breslávia, ele menciona Grodkow como o primeiro nome registrado da vila, dando seu significado Burgstadt, ou seja, “cidade-castelo”. O nome original foi posteriormente germanizado para Grottkau pelos alemães e perdeu seu significado.
A cidade foi mencionada pela primeira vez em um documento latino de 1250, onde foi escrita na antiga forma polonesa latinizada Grodcow. No latino Liber fundationis episcopatus Vratislaviensis (O livro da fundação do episcopado de Breslávia), escrito durante os tempos do bispo Henrique de Wierzbno nos anos 1295–1305, o lugar é mencionado na forma latina de Grotków. Esta crônica também menciona aldeias que foram absorvidas pela cidade nos processos de urbanização e constituem suas partes ou distritos, como o atual distrito de Półwiosek sob o nome latino Media villa. A aldeia foi mencionada em um documento latino publicado em 1333 na antiga forma polonesa de Grodcow.
Em 1613, o regionalista e historiador da Silésia Mikołaj Henel, de Prudnik, mencionou a cidade em seu trabalho sobre a geografia da Silésia intitulado Silesiographia dando seu nome em latim: Grotcovia Na obra de Matthäus Merian “Topographia Bohemiae, Moraviae et Silesiae” de 1650, a cidade é mencionada sob os nomes de Grotka e Grotkau. Em 1750, o nome Grotkow foi mencionado em polonês por Frederico II entre outras cidades da Silésia em uma ordem oficial emitida para os habitantes da Silésia.
O nome Grodków foi mencionado pelo escritor silesiano Józef Lompa no livro “Um breve esboço da geografia da Silésia para a ciência inicial”, publicado em Głogówek em 1847. O nome polonês Grodków e o nome alemão Grottkau foram mencionados em 1896 pelo escritor silesiano Konstanty Damrot em um livro sobre nomes locais na Silésia. Damrot em seu livro também menciona um nome mais antigo de um documento latino de 1268 Grodchow.
O dicionário geográfico do Reino da Polônia fornece dois nomes em polonês: Grodków e Grotków; e o nome alemão Grottkau. Em 1939 Konstanty Prus afirmou que o nome da cidade não deveria ser escrito Grotków, por vir da palavra gródek, gródek e, portanto, a versão correta é Grodków. Apesar disso, em 1945 o nome Grotków foi oficialmente usado.

## Geografia
A cidade está situada a uma altitude de 170–180 m acima do nível do mar. A localização histórica da cidade é disputada — segundo algumas fontes, nos limites históricos da Alta Silésia (nos anos 1815–1945 a cidade pertencia às unidades administrativas prussianas: o Distrito de Opole (Regierungsbezirk Oppeln) e à Província da Alta Silésia (Provinz Oberschlesien) de 1919–1945), no entanto, no passado, estava no Ducado de Nysa, que era o ducado da Baixa Silésia Ela está situada na Struga Grodkowska, na planície de Grodkowska, que faz parte da planície silesiana.
Há um entroncamento rodoviário em Grodków, as estradas provinciais 401, 385 e 378 passam ao longo do desvio da cidade. A autoestrada A4 segue ao norte da cidade. A linha ferroviária Nysa — Grodków — estação de Brzeg de importância local passa por Grodków.
A cidade inclui o distrito de Półwiosek (desde 1973). Por convenção, Grodków é dividida em Cidade Velha na parte central da cidade, Półwiosek na parte oeste da cidade e conjunto habitacional Tadeusz Kościuszko na parte sudoeste da cidade, o conjunto habitacional na rua Krakowska na parte sudeste da cidade (habitação multifamiliar) e conjunto habitacional Kwiatowe e Szczęśliwe na parte sul da cidade (habitação unifamiliar). A parte norte da cidade é uma área dominada por locais de trabalho. A disposição espacial dos edifícios é determinada pelo eixo das ruas que vai de noroeste a sul e sudeste; ruas Wrocławska, Sienkiewicza e Krakowska. Na parte central, o centro histórico é fechado com um traçado urbano típico da Baixa Silésia e um traçado elíptico; ruas Szpitalna, Słowackiego e Kasztanowa. A cidade efetua fronteira a leste com a aldeia de Tarnów Grodkowski e a sul com a aldeia de Nowa Wieś Mała.

## História

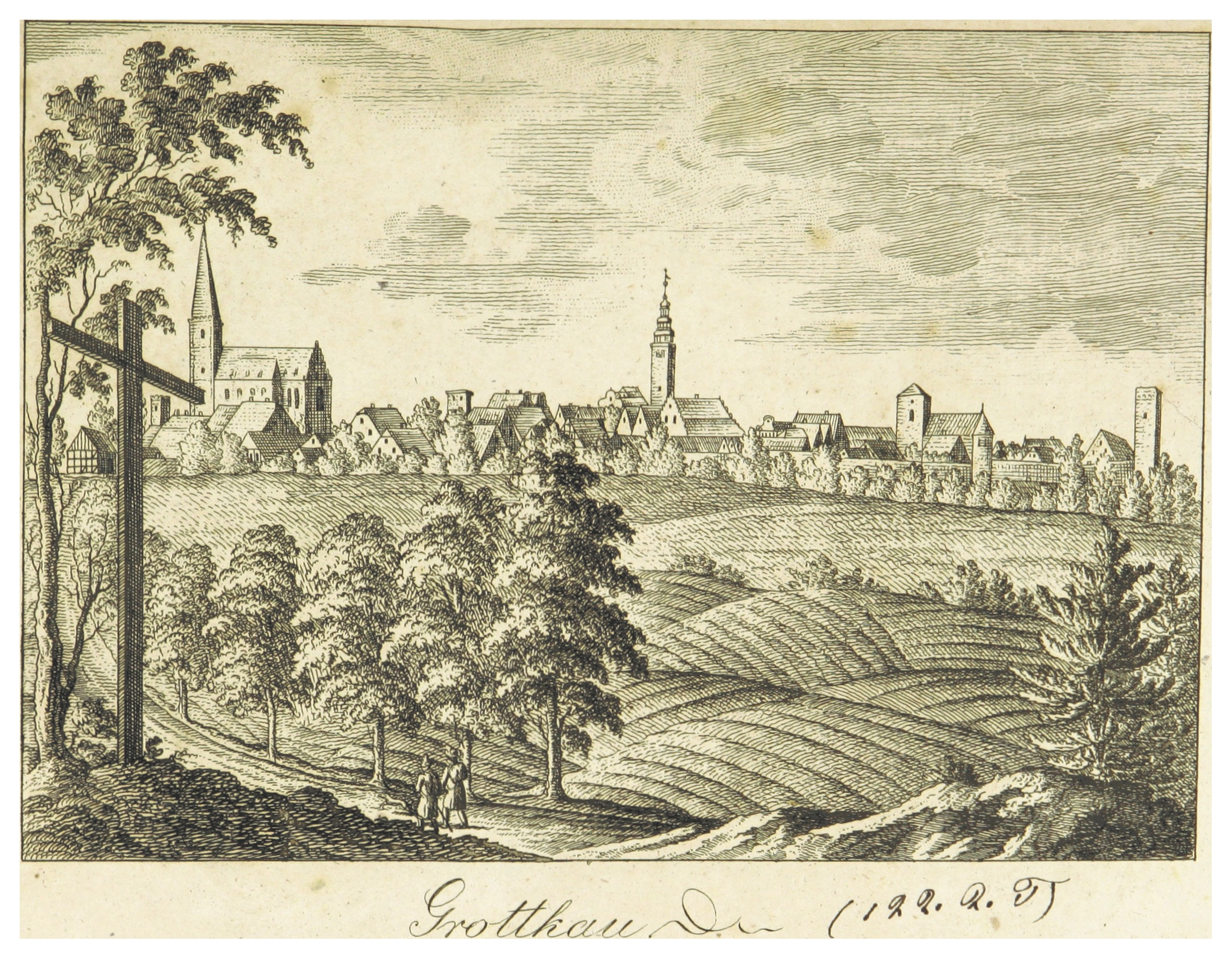
Grodków no século XIX

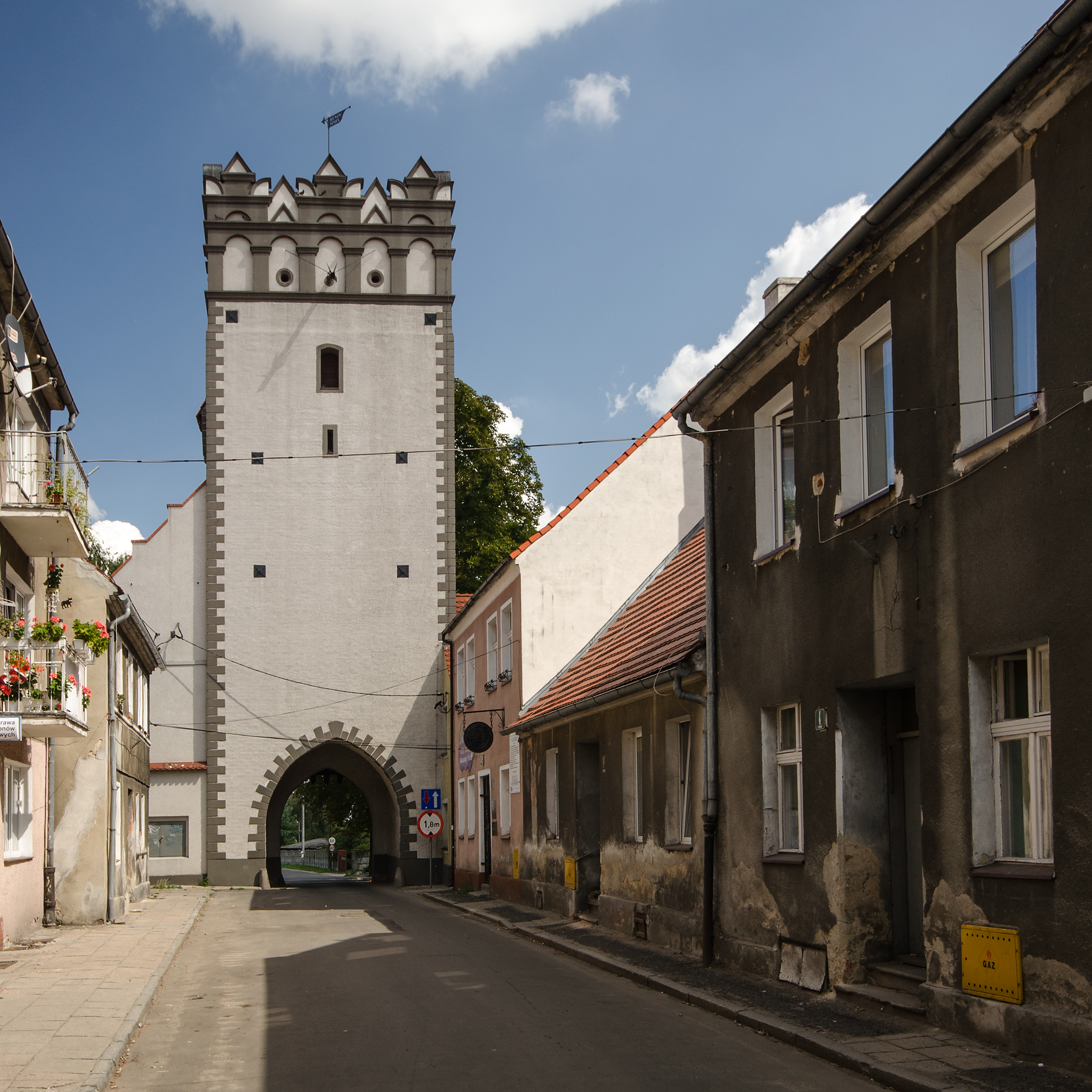
Portão Lewińska

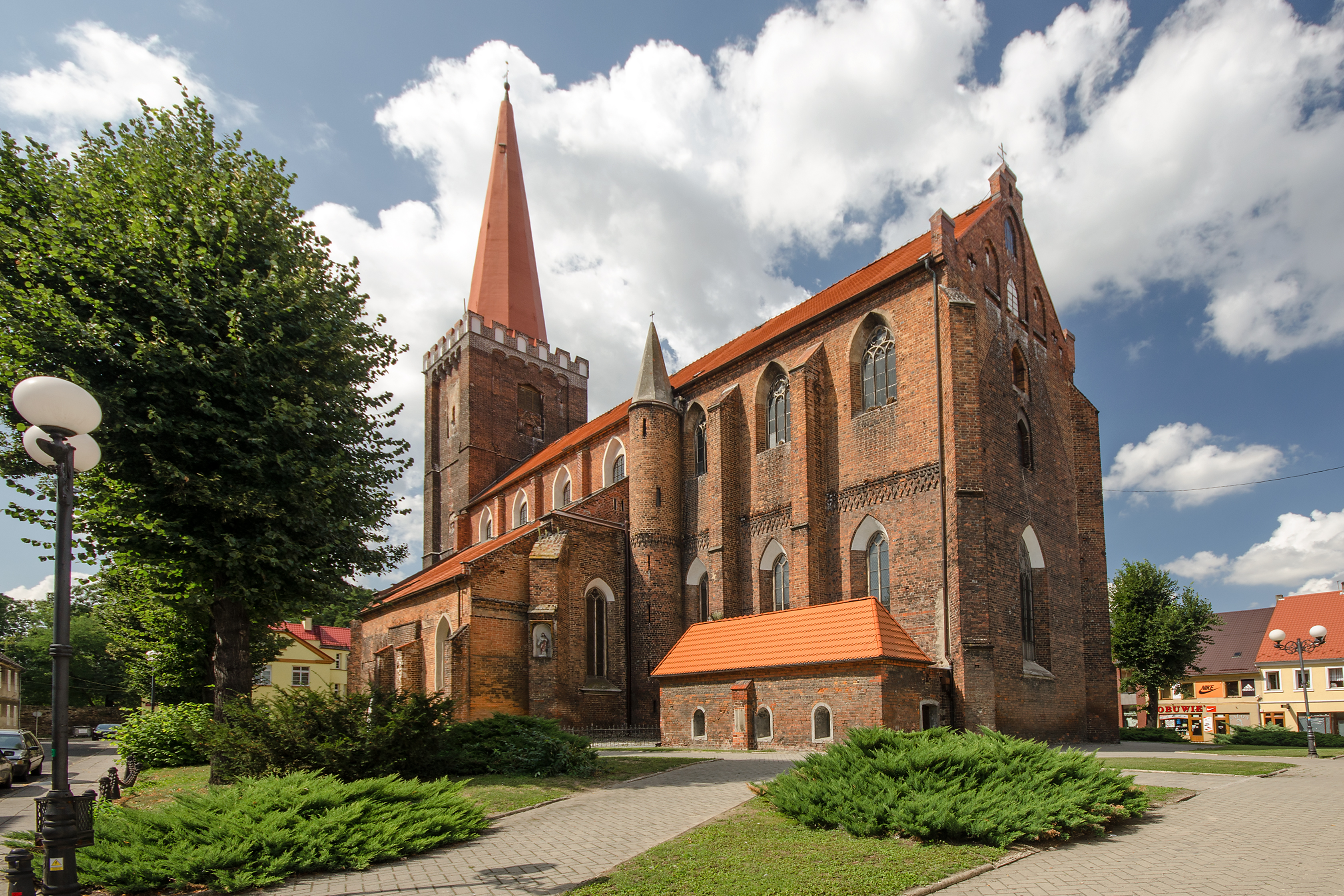
Igreja paroquial de São Miguel Arcanjo

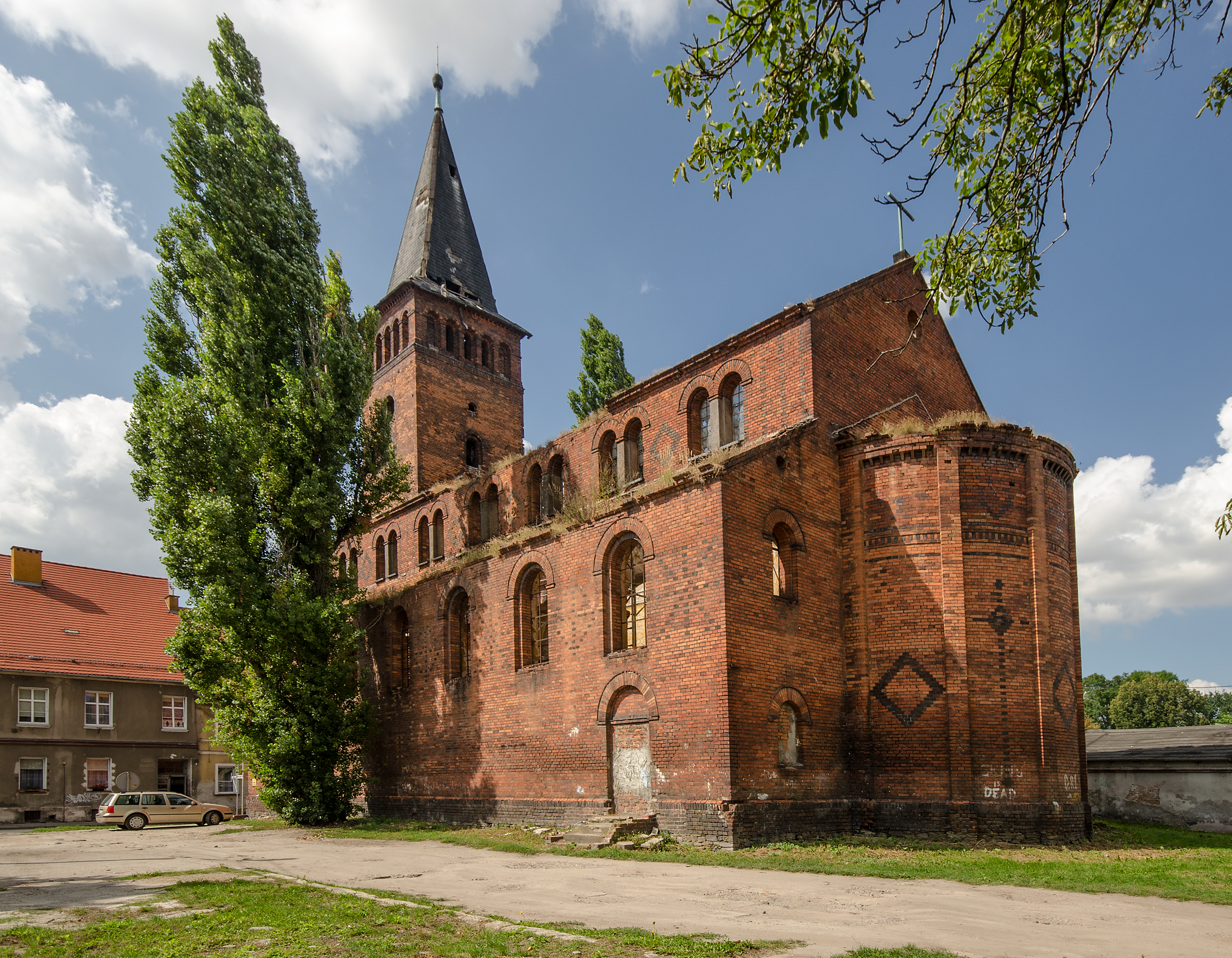
Ruínas da igreja evangélica

Conhecida por documentos escritos em 1234 como Grodcov, quando o príncipe de Breslávia, Henrique I, o Barbudo, fundou duas aldeias sob a lei alemã (Velha e Nova Grodków). No entanto, já havia um assentamento na área de Grodków de hoje. Prova disso são os trabalhos arqueológicos de 1862, realizados por ocasião da construção da via-férrea (hoje uma das mais antigas da Polônia). Naquela época, foram encontrados vestígios de lareiras, poços forrados a lenha, pequenos objetos de ferro e escória de fumaça.
Grodków recebeu direitos de cidade em 22 de setembro de 1268 [17] Em 1276, a cidade foi fundada conforme a lei de Średzki. Em 1289, os russianos, trazidos como aliados por Vladislau I da Polônia e Boleslau II da Mazóvia na guerra pelo trono de Cracóvia, devastaram as terras de Henrique IV, o Justo, incluindo Grodków.
A partir de 1344, Grodków tornou-se parte do ducado eclesiástico de Nysa e compartilhou seu destino, era um centro de artesanatos local e de comércio da área agrícola. Nos anos 1428 e 1430 a cidade foi vítima das guerras hussitas e em 1449 um grande incêndio destruiu todos os edifícios. Em 1467 foi reconstruída sob a Lei de Magdeburgo, e os incêndios ocorreram novamente em 1490, 1549 e 1574. A Guerra dos Trinta Anos, impostos de guerra e a peste, seguidas pelas Guerras da Silésia e Napoleônicas, também trouxeram grandes danos para a cidade.
Em 1763, Grodków tornou-se a sede da guarnição prussiana. No século XVIII, a revista “Oberschlesische Monatschrift” foi publicada em Grodków por dois anos, iniciada pela escola evangélica local. Em 1789, outro periódico foi publicado — “Natur und Gott zum Unterricht und zur Erbaunung” — mas foi publicado apenas uma vez.
Um incêndio em 1833 destruiu a cidade novamente e inibiu seu desenvolvimento. Charutos e cigarros foram produzidos e um moinho estava em funcionamento. Na segunda metade do século XIX, a cidade viveu um período de intenso desenvolvimento, com a instalação de uma fábrica de brinquedos, uma cervejaria e um teatro. Em torno das antigas muralhas da cidade, um passeio foi construído com uma série de edifícios públicos (escola agrícola, correios, escritório cadastral) e vilas privadas. A cidade também foi enriquecida com o edifício do escritório do mais alto representante da autoridade executiva do condado (Landratsamt) e do hospital distrital. Nos anos de 1912 a 1913, novos quartéis foram construídos. Em 1936 foi inaugurada a piscina municipal.
Durante a Segunda Guerra Mundial, os alemães foram expulsos da cidade em 6 de fevereiro de 1945 pelas tropas soviéticas incluídas no 33.º Corpo de Infantaria do 5.º Exército de Guardas, o 55.º Corpo de Infantaria do 21.º Exército, o 4.º Corpo Blindado Independente da 1.ª Frente Ucraniana. Cerca de 100 soldados soviéticos foram mortos nesta luta.
Como resultado da passagem da frente de guerra, mais de 60% da cidade foi destruída. Em 1946, a cidade foi incorporada à Província da Silésia na Polônia do pós-guerra com o nome de Grodków. A população de língua alemã da cidade foi deslocada para a Alemanha. Os prédios da cidade, destruídos pela guerra, foram demolidos, e em seu lugar, foram construídas extensas praças ou prédios com os chamados plattenbau.
Em 6 de abril de 1945, o Ministério da Segurança Pública estabeleceu os Campos Centrais de Trabalho. O campo MBP n.º 104, fundado em Grodków, tinha o estatuto de campo de trânsito, depois foi transformado em campo de trabalhos forçados. Silesianos e alemães, bem como ex-membros da Schutzstaffel, foram mantidos lá. O acampamento provavelmente também incluía soldados do Exército de Anders retornando à Polônia, que se juntaram a ele após a deserção da Wehrmacht, à qual haviam sido incorporados anteriormente como parte da Volksliste, e soldados clandestinos da independência.
Nos anos de 1946 a 1950, a cidade pertencia à voivodia da Silésia, depois à voivodia de Opole. Grodków era a sede do condado de Grodkowskie e perdeu esse direito como resultado da reforma administrativa de 1975.

## Demografia
Conforme os dados do Escritório Central de Estatística da Polônia (GUS) de 31 de dezembro de 2024, Grodków é uma cidade pequena com uma população de 7 856 habitantes (15.º lugar na voivodia de Opole e 454.º na Polônia), tem uma área de 9,9 km² (30.º lugar na voivodia de Opole e 621.º lugar na Polônia) e uma densidade populacional de 795 hab./km² (11.º lugar na voivodia de Opole e 407.º lugar na Polônia). Nos anos 2002-2024, o número de habitantes diminuiu 10,6%.
Os habitantes de Grodków constituem cerca de 9,15% da população do condado de Brzeg, constituindo 0,84% da população da voivodia de Opole.
| Descrição                         | Total      | Total   | Mulheres   | Mulheres | Homens     | Homens  |
| --------------------------------- | ---------- | ------- | ---------- | -------- | ---------- | ------- |
| unidade                           | habitantes | %       | habitantes | %        | habitantes | %       |
| população                         | 7 856      | 100     | 4 102      | 52,2     | 3 754      | 47,8    |
| superfície                        | 9,9 km²    | 9,9 km² | 9,9 km²    | 9,9 km²  | 9,9 km²    | 9,9 km² |
| densidade populacional (hab./km²) | 795        | 795     | 415,0      | 415,0    | 380,0      | 380,0   |

## Monumentos históricos

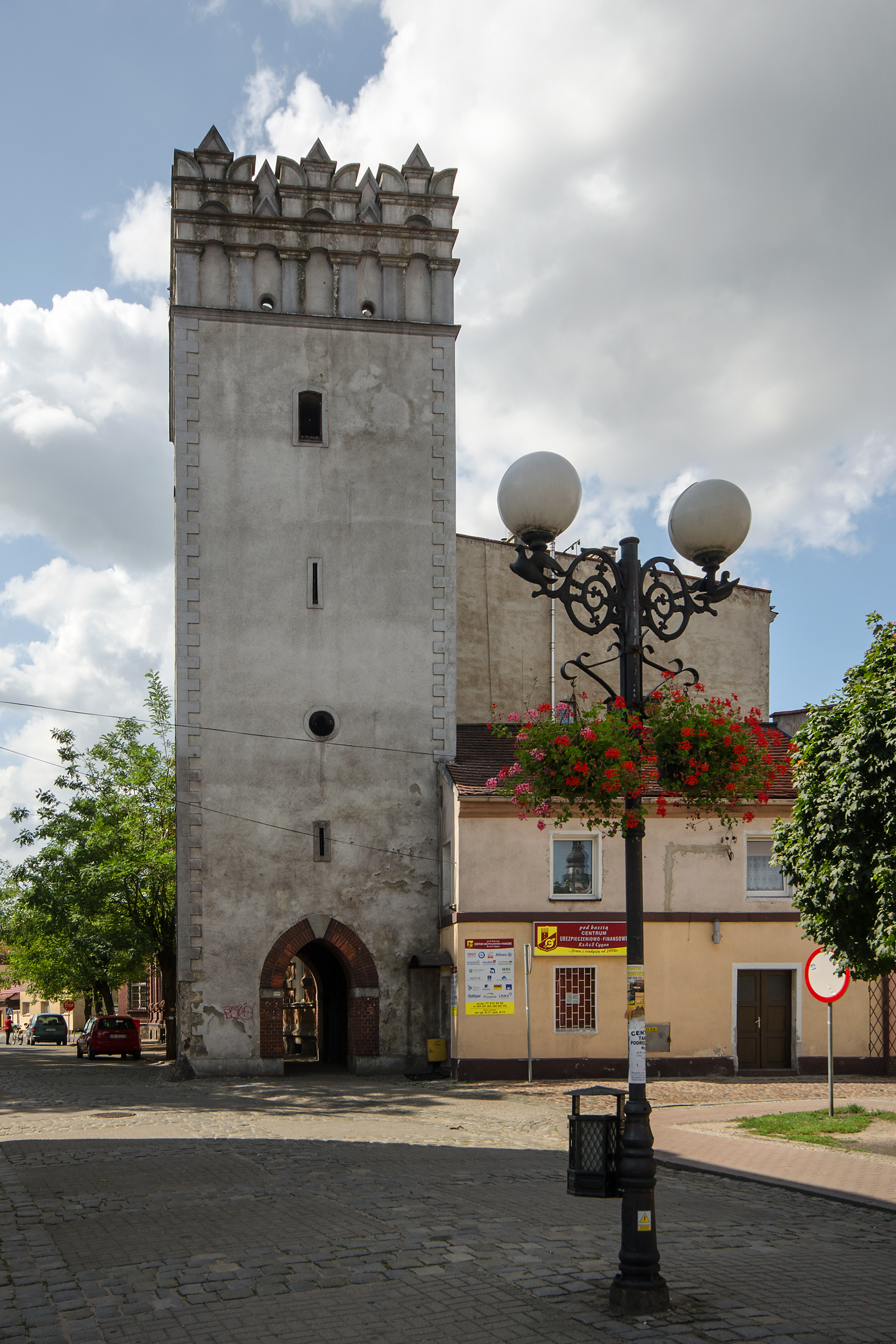
Portão Ziębicka

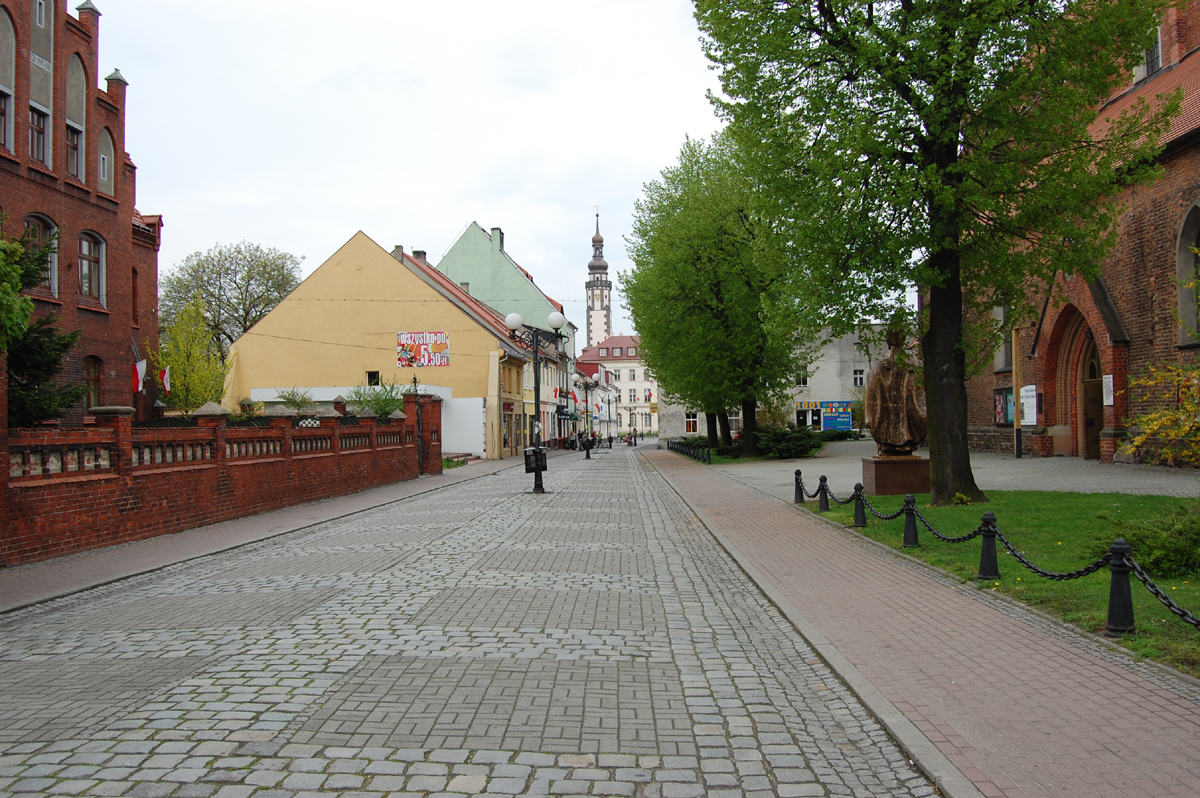
Rua Warszawska - passeio da cidade

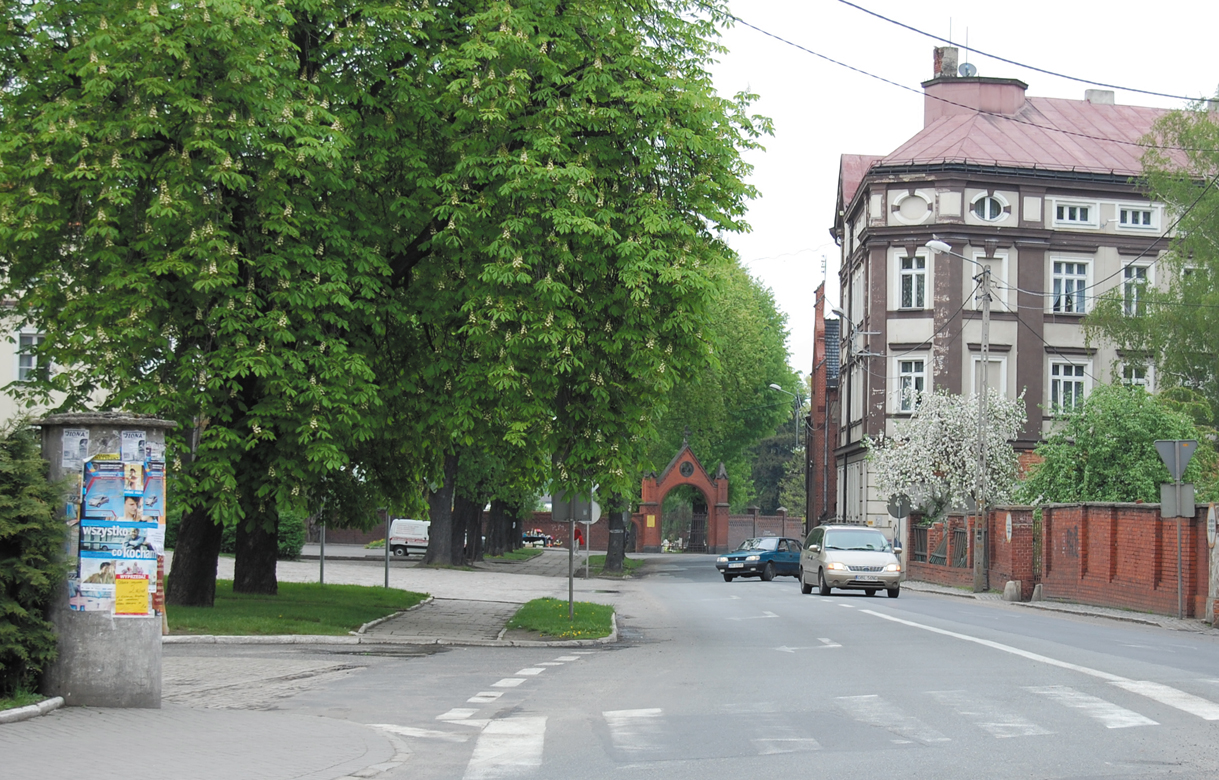
Rua Słowackiego

Estão inscritos no registro provincial de monumentos:
- Cidade Velha
- Igreja paroquial de São Miguel Arcanjo, do final do século XIII, século XV, século XVII; anteriormente dedicada à Bem-aventurada Virgem Maria; foi construída no estilo gótico; já mencionada em 1282; em 1449 sofreu um incêndio e depois foi reconstruída; os séculos XV e XVI foram usados para expandir a igreja, mas a Guerra dos Trinta Anos não a poupou — foi incendiada novamente; depois, antes de 1671, foi reformada graças aos esforços do bispo Sebastian Rostock; em 1893 houve uma regotização parcial da igreja; a igreja tem uma capela-mor gótica primitiva com planta do monge do século XIII, o resto da igreja tem planta polonesa; o presbitério e a sacristia são da virada dos séculos XV e XVI; na sua forma atual, é uma igreja de três naves, em traçado de basílica, com uma fileira de capelas, uma capela-mor alongada e fechada com parede reta, e numerosos anexos. O templo possui uma das torres mais altas desta parte da Europa, totalmente em tijolo, incluindo uma torre, que chega a 70 metros. No interior, o altar principal do barroco tardio foi inaugurado em 1729 pelo padre Henryk Schmidt e feito pelo escultor Michał Kossler de Niemodlin e o pintor Melchior Franciszek Ansi; além disso, a igreja tem uma pia batismal barroca de mármore, uma frente de órgão barroco e um sino fundido em 1833 e colocado sobre o presbitério; ela apresenta mobiliário maneirista-barroco; a igreja de São Miguel Arcanjo, é a sede principal do foral de Grodków
- Igreja evangélica, neo-românica de 1845–1846 — século XIX, ruínas; em 1766, uma comunidade evangélica estabeleceu-se em Grodków e uma igreja foi erguida, a qual foi destruída; a construção da atual começou em 1845; em 1946, logo após o fim das hostilidades da Segunda Guerra Mundial, os serviços católicos foram realizados aqui; quando o templo católico foi restaurado, a igreja foi assumida pelos evangélicos, mas devido ao número decrescente deles, após cerca de uma dúzia de anos, os serviços foram interrompidos; desde então, a igreja permaneceu abandonada e fechada. O templo projetado por Iling de Neisse é um edifício orientado de três naves com galerias dispostas em formato de basílica, fechadas pelo leste por uma abside semicircular. Na parte oeste, a torre está embutida na nave de 39 metros de altura.
- Muralhas da cidade, fragmentos dos séculos XIV–XVI; com a torre do Portão Ziębice, a torre do Portão Lewińska, a torre da prisão com um ático renascentista e os restos da “casa da peste” (uma sala de isolamento para doentes leprosos);[30] a construção das muralhas da cidade começou em 1296 durante o reinado do príncipe de Świdnica, Bolek I; destruída e reconstruída muitas vezes, inclusive como resultado da Guerra dos Trinta Anos
- Prefeitura, século XV/XVI, 1840, século XX; foi provavelmente erguida no século XIV ou XV; incendiada em 1549 e reconstruída nos anos 1551–1557 graças aos esforços do bispo Baltazar Promnitz; novamente destruída pelo maior incêndio em Grodków em 1833; a atual prefeitura, com a preservação da torre original (gótico, renascimento chełm, séculos XV-XVI), foi construída em 1840 conforme o projeto do arquiteto Philippi de Opole; classicista tardio com uma torre gótico-renascentista (51 m), a prefeitura está situada no meio da praça principal; no rés-do-chão foi preservado um portal gótico, contemporâneo à construção da primeira prefeitura; no hall existe uma placa com a inscrição e o brasão do bispo Promnitz
- Casa, rua Elsnera 6, do século XIX
- Casas, rua Powstańców Śląskich 1/3, 22, do século XIX
- Casas, rua Reymonta 1, 5, do século XIX
- Pousada “Pod Trzema Koronami”, praça principal 8, dos séculos XVI/XVII-XVIII/XIX, século XX
- Casa, praça principal 32, do século XIX, XX
- Edifício administrativo e residencial com celeiro, no antigo complexo da fábrica, rua Sienkiewicza 19, da segunda metade do século XIX
- Centro de detenção, rua Sienkiewicza, 23, datado do final do século XIX; entre 1981 e 1982, abrigou o Centro de Detenção de Grodków
- Casa, rua Warszawska 3, 5, do século XIX
- Casa, rua Wrocławska 17, do século XIX
- Pousada, atualmente casa, rua Wrocławska 16, dos séculos XVIII / XIX
- Moinho de vento tipo holandês do século XIX

Outros monumentos:
- Edifícios na Cidade Velha, dos séculos XVIII-XIX
- Sinagoga do século XIX; uma casa de oração particular localizada em Grodków, no primeiro andar da residência da família Titlsch na atual rua Wrocławska, chamada Breslauer Strasse durante a época alemã; a sinagoga foi fundada no século XIX; foi provavelmente devastada durante a Noite dos Cristais em 9 a 10 de novembro de 1938; agora o quarto depois dela é usado para outros fins.

Monumentos naturais:
- Parque municipal Cegielnia
- Parque Juliusz Słowacki.

## Comunidades religiosas
- Igreja católica (foral de Grodków):
  - Paróquia de São Miguel Arcanjo
- Testemunhas de Jeová:
  - Igreja de Grodków (Salão do Reino, rua Miła 2)

Antes da Segunda Guerra Mundial, havia também uma paróquia evangélica e uma comunidade judaica em Grodków.

## Cultura e esportes
O Centro Cultural em Grodków foi fundado em 1946. Pertencia a sindicatos e tinha sede em várias salas da Prefeitura de Grodków. Na primavera de 1948, foi transferida para uma nova sede na rua H. Sawicka, atual rua Kasztanowa. Devido à transição para a supervisão do Conselho Nacional do Condado, o nome da instalação foi alterado para Centro Cultural do Condado. Em 1954, recebeu o nome de Józef Elsner no centenário de sua morte. Em 1976 teve outra mudança de nome, no dia 1 de janeiro foi instituído o Centro Cultural Municipal e Comunal. Funcionou com este nome até 1993, ano em que, após a fusão do Centro Cultural, pavilhão desportivo, piscina, cinema, estádio municipal e clubes de aldeia, foi criado o Centro Cultural e Recreativo de Grodków. A instituição funciona desta forma até hoje.
Atualmente, ele tem mais de 20 seções e clubes de interesse, e organiza cerca de 30 eventos culturais e recreativos cíclicos anualmente. No verão, mais de 7 mil pessoas frequentaram a piscina até 2015, foi a última piscina de concreto ao ar livre no bairro de Brzeski, e durante todo o ano, o cinema “Klaps” acolhe cerca de 100 exibições de filmes, o cinema foi reformado em 2018.
Existem clubes desportivos na cidade:
- UKS Olimp Grodków — handebol, 1.ª liga masculina polonesa,
- GKS Grodków — futebol, classe distrital.

## Rotas turísticas
- Nowina — Rozdroże pod Mlecznikiem — Raczyce — Henryków — Skalice — Skalickie Skałki — Skrzyżowanie nad Zuzanką — Bożnowice — Ostrężna — Miłocice — Gromnik — Jegłowa — Żeleźnik — Wawrzyszów — Grodków — Żarów — Starowice Dolne — Strzegów — Rogów — Samborowice — Szklary — Wilemowice leśniczówka — Biskupi Las — Dębowiec — Ziębice[31]
- Brzeg — Krzyżowice — Gierszowice — Olszanka — Pogorzela — Jasiona — Michałów — Lipowa — Przylesie Dolne — Grodków